# Легионар
Легионар у најширем смислу означава припадника војне или паравојне формације која у свом имену садржи назив Легија.
У ужем смислу се под тиме првенствено подразумева професионални припадник римске војске, односно римских легија од увођења Маријевих реформи 107. п. н. е.
Легионар је могао постати сваки пунолетни римски грађанин који има испод 45. година старости и био је дужан бити у служби следећих двадесет пет година.
Римски легионари су били познати по изузетно строгој дисциплини, коју су њихови предпостављени, центуриони одржавали суровим казнама за непослушност. Такође су подвргавани свакодневним војним вежбама, односно егзециру, који им је омогућавао да буду физички и у борбеним вештинама супериорнији у односу на противнике. Такође су изводили и најсложеније војне маневре на бојишту.
Легионари су се делили на два типа, milites - који су били задужени за редовне војничке задатке и immunes, војнике посебно извежбане и задужене за инжењерске, санитетске и друге сложене задатке, али су се по потреби борили и као регуларна војска.

Етимолошки посматрано сам термин легионар потиче од латинске речи legio што значи држати се заједно.